# Bitka pri Brier Creeku
Bitka pri Brier Creeku je bila bitka v ameriški revolucionarni vojni, ki se je zgodila 3. marca 1779 blizu sotočja Brier Creeka z reko Savannah v vzhodni Georgiji. Ameriške Patriotske sile, sestavljene predvsem iz milic iz Severne Karoline in Georgie, skupaj z nekaj vojaki kontinentalne armade, so bile poražene s strani britanskih sil in utrpele znatne žrtve. Poraz je škodoval morali patriotov.